# Viktor Tchijikov
Viktor Alexandrovitch Tchijikov (en russe : Виктор Александрович Чижиков), né le 26 septembre 1935 à Moscou (URSS) et mort le 20 juillet 2020, est un auteur et illustrateur soviétique puis russe d'ouvrages jeunesse.

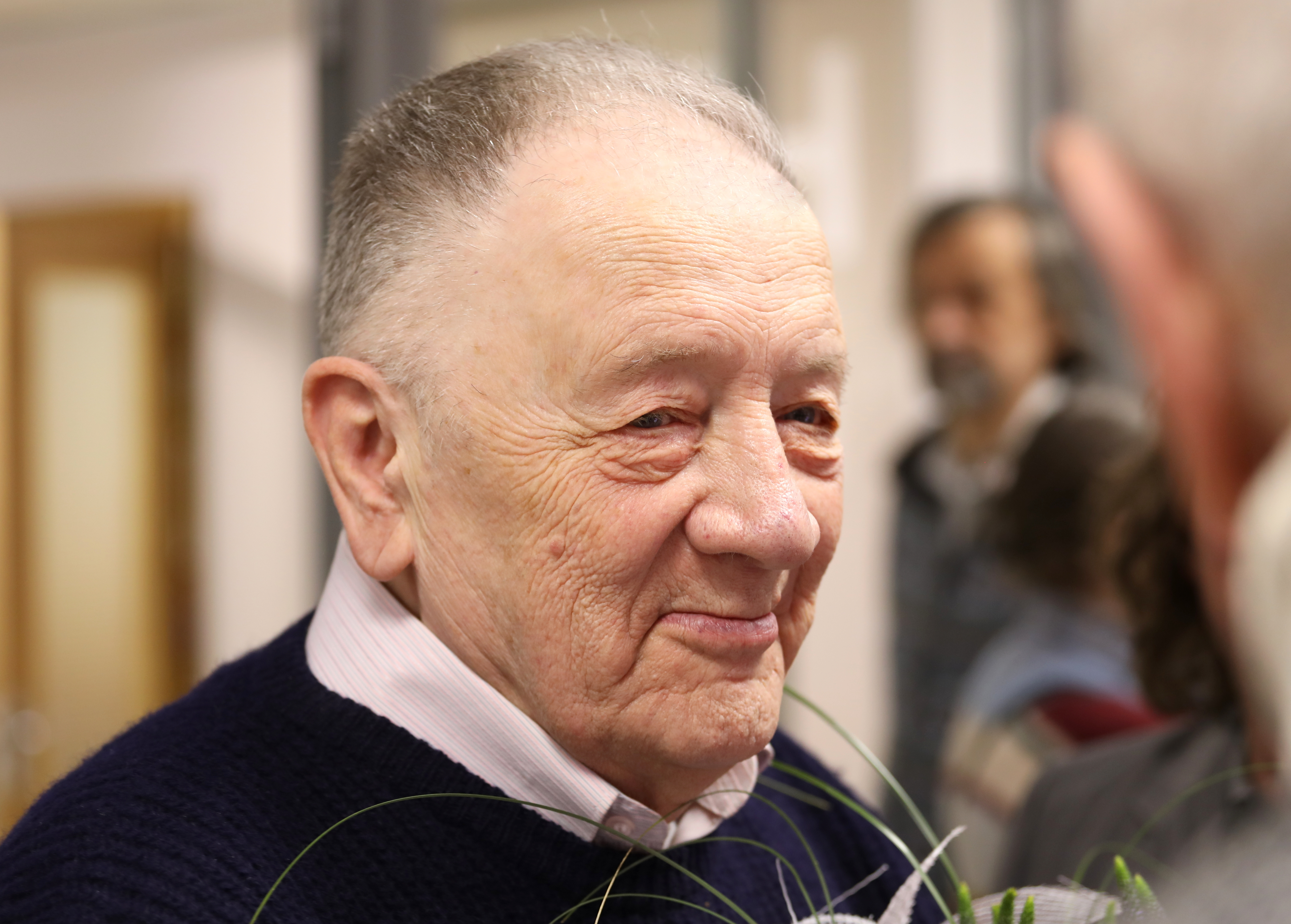
Viktor Tchijikov en 2017.

Il est notamment le créateur de la mascotte des Jeux olympiques de Moscou 1980 nommée Micha,,.
Depuis 1955 il travaille pour le magazine Krokodil, depuis 1956 - pour le magazine Vesiolye Kartinki, depuis 1958 - pour le magazine Mourzilka, depuis 1959 - pour le magazine Vokroug sveta. Il a également collaboré avec Vetcherniaïa Moskva, Pionerskaïa Pravda, Iouny Natouralist, Molodaïa Gvardia, Ogoniok, Pioner, Nedelia.
En outre, il a illustré une centaine de livres pour enfants. Il compte dans son entourage d'autres illustrateurs tels qu'Edouard Ouspenski ou Andreï Oussatchiov.
Parmi les œuvres les plus importantes de ses dernières années se trouve le livre 333 chats (2005), créé en collaboration avec le poète et écrivain Andreï Oussatchiov.

## Récompenses
- Ostap d'or (1997)
- Ordre de l'Insigne d'honneur

## Galerie

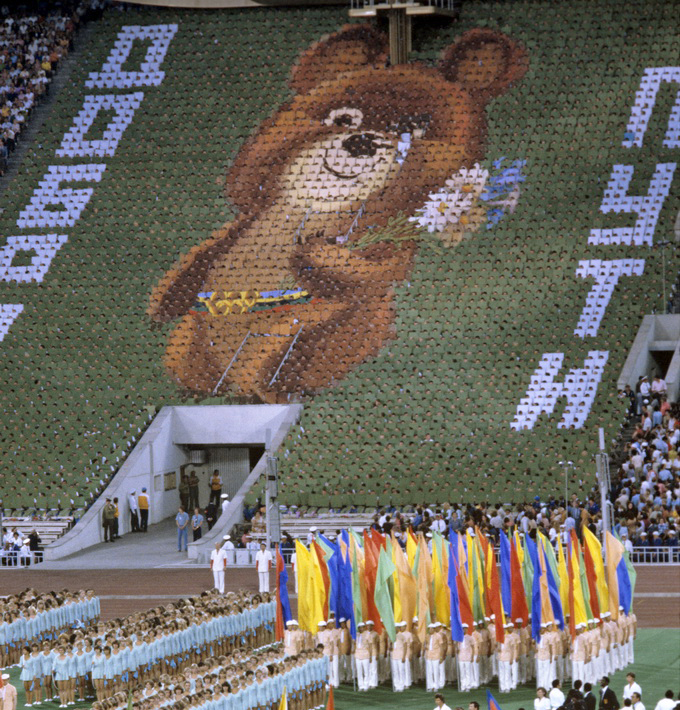
Micha lors de la cérémonie de clôture de Moscou 1980.
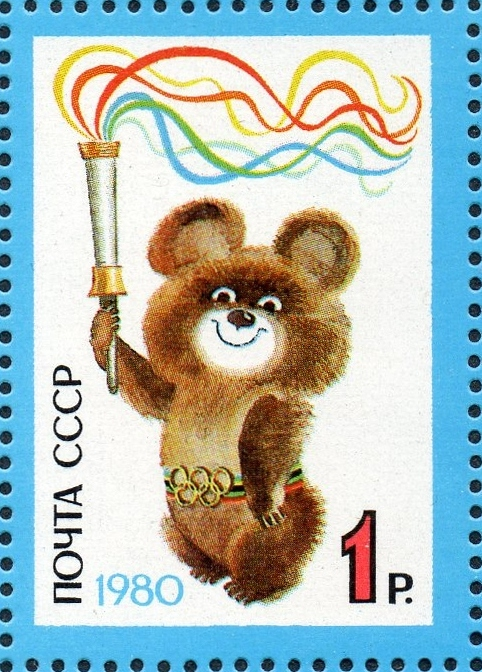
Micha sur un timbre soviétique.